# Sofia Damm
Rebecka Sofia Damm, född 23 mars 1977 i Slottsstadens församling i Malmö, är en svensk politiker (kristdemokrat). Hon var ordinarie riksdagsledamot 2014–2022, invald för Skåne läns södra valkrets.

## Biografi

### Akademiska studier
Damm har en masterexamen (M.A.) i statsvetenskap med inriktning internationella relationer. Hon studerade fyra år i Storbritannien. Kurserna på avancerad nivå läste hon vid Humboldtuniversitetet i Berlin och Karls universitetet i Prag.

### Politisk karriär
Damm var stabschef för Alf Svensson i Europaparlamentet åren 2009–2014. Hon har tidigare arbetat som internationell sekreterare på Kristdemokraternas riksdagskansli och som generalsekreterare på Kristdemokratiskt Internationellt Center. Hon sitter (2018) i centrets styrelse.
Damm valdes in i riksdagen för Kristdemokraterna i samband med valet 2014 från Skåne läns södra valkrets. Hon var ledamot i utrikesutskottet åren 2014–2018 och var då också partiets talesperson i utrikes- och biståndspolitik. År 2015 valdes hon in i KD:s partistyrelse. Efter valet 2018 blev hon ledamot i arbetsmarknadsutskottet och partiets talesperson i jämställdhet och integrationspolitiska frågor.